# Santi Pietro e Paolo (El Greco San Pietroburgo)
Santi Pietro e Paolo è un dipinto del pittore  cretese El Greco, realizzato tra il 1587 - 1592 e conservato al Museo dell'Ermitage di San Pietroburgo in Russia.
Si tratta di una delle molteplici versioni che il pittore ha fatto di questo stesso soggetto.

## Descrizione
I due apostoli vengono rappresentati con la propria tradizionale iconografia: Pietro con la chiave nella sua mano sinistra e Paolo mentre tiene in mano un libro aperto, come segno delle sue lettere scritte alle comunità cristiane. I due sono separati da un elemento architettonico rettangolare, forse una colonna.
I personaggi mostrano uno stato d'animo diverso, più passivo in Pietro, più dinamico in Paolo, il che mette in evidenza lo studio psicologico del pittore verso i protagonisti della tela.
L'Unione Sovietica ha emesso nel 1970 un francobollo con l'immagine di questo dipinto.